# Gambell
Gambell è una città degli Stati Uniti d'America, situata nella Census Area di Nome, nello Stato dell'Alaska. È situata sull'isola di San Lorenzo, nel mare di Bering.